# Josephine Brown
Josephine Brown   (Detroit, 12 de juny de 1839 - Cambridge, 16 de gener de 1874) fou una escriptora i abolicionista afroamericana estatunidenca. fou la filla i biògrafa de l'antic esclau William Wells Brown i de la seva primera muller Elizabeth Schooner. L'obra de Josephine, Biography of an American Bondman, by His Daughter publicada a Boston per R. F. Wallcut el 1856. Durant molt de temps va ser considerada la primera biografia escrita per una dona negra estatunidenca fins que es va considerar que l'obra de Susan Paul, Memoir of James Jackson, the attentive and obedient scholar fos datada de 1835.
Biography of an American Bondman dibuixa una obra similar a la pròpia de William Wells Brown, Narrative of William W. Brown, A Fugitive Slave (1947). Tot i això, la obra de Josephine inclou més detalls sobre els abusos i els maltractaments que havia patit el seu pare i es refereix obertament als problemes dels esclaus mulats. A més a més, també inclou la vida del seu pare a Europa.

## Biografia
El pare de Josephine, William Wells Brown, fou un dels set fills d'Elizabeth, esclava del dr. John Young, que vivia a prop de Lexington, Kentucky. Nascut el 1814, William va ser reconegut com a fill de George W. Higgins, un parent del seu propietari. El 1834, Brown va fugir al del nord i es va assentar a Cleveland, Ohio. Allà es va casar amb la seva primera muller Elizabeth Schooner de Scipio Centre, Comtat de Seneca, Ohio (actual ciutat de República, Ohio) qui tenia avantpassats afroamericans i amerindis.
Quan vivien a Cleveland els Browns van tenir dues filles La seva primera filla, nascuda el 1835, va morir quan era petita. La seva segona filla, Clarissa, va néixer a la primavera de 1836. Aquell estiu, la família Brown va anar a viure a Buffalo, Nova York. Elizabeth Josephine Brown, la seva tercera filla, va néixer a Buffalo el 1839, tot i que en dues ocasions Josephine havia dit que havia nascut a Detroit, Michigan. Durant el cens de 1840 la família Brown va tornar a viure a Buffalo.
El 1845, la família Brown va anar a viure a Farmington, Nova York. Els pares de Josephine es van separar el 1847 i ella va quedar sota la custodia del seu pare, amb el que van anar a viure a Boston. Mentre feia gires com a abolicionista i conferenciant, Clarissa i Josephine van estudiar a Bedford, Massachusetts, on foren alumnes del conegut abolicionista Nathan Johnson.

## Educació i viatge europeu
El 1849, Wells Brown va ser convidat per assistir al Congrés de Pau Internacional de París, per parlar en contra esclavitud. Després de la proclamació de la Llei dels esclaus fugitius de 1850, Brown va decidir quedar-se a Europa, a on va escriure i fer conferències.
El 1851 Clarissa i Josephine es van unir a Wells Brown a Londres abans que estudiessin en un internat de Calais, França. El 1852, les noies van retornar a Londres, on van estudiar a la Home and Colonial School per esdevenir professores. En aquesta època Josephine a vegades treballava amb el seu pare donant suport a l'abolicionisme, pronunciant conferències i transcrivint la correspondència del seu pare. El desembre de 1853 va començar a treballar de professora en una escola de Woolwich, Anglaterra.
La mare de Josephine morí a Buffalo el 1852. El 1854, Wells Brown va retornar als Estats Units però les seves filles van romandre a Anglaterra.

## Activisme

### Escrits i conferències en contra de l'esclavitud
El 1855, Josephine va escollir retornar a Amèrica, escortada en el viatge transatlàntic per l'abolicionista Horace Greeley. Va anar a viure amb el seu pare, amb qui va començar a treballar com a conferenciant anti-esclavitud a Nova Anglaterra.

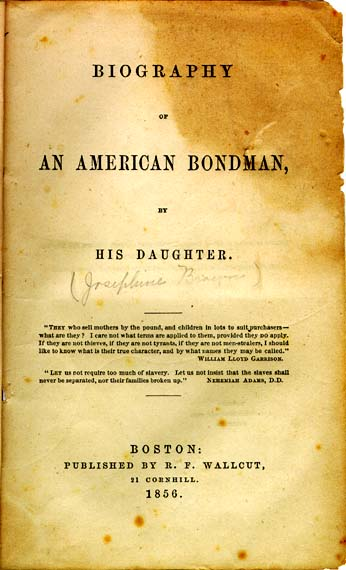
Portada de Biography of an American Bondman, by His Daughter

El 1856 va publicar Biography of an American Bondman per a preservar el seu llegat. L'obra de Josephine revisita l'autobiografia del seu pare i hi afegeix detalls sobre els abusos que havia patit quan era un esclau i aspectes de l'hostilitat que patien els esclaus mulats tant dels blancs com dels negres. Josephine també hi descriu els seus viatges a Gran Bretanya.

## Vida posterior
Es creu que Josephine Brown va tornar als Estats Units el 1856 i tornà a ser professora.
S'ha reportat que Josephine Brown Campbell va morir el 1874 de tuberculosi i fou enterrada al cementiri de Cambridge, Massachusetts.